# 川端通

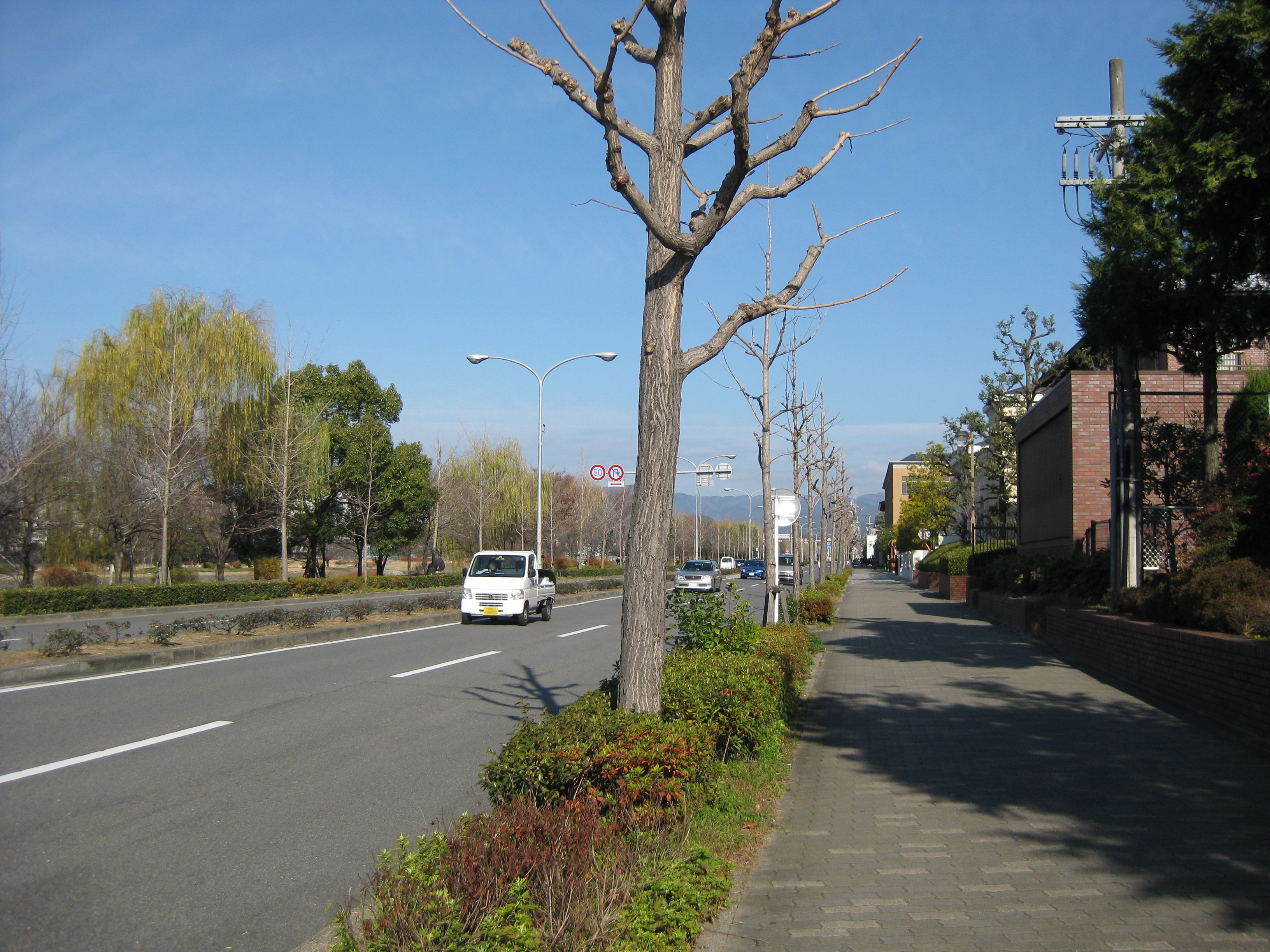
川端通（左京区荒神橋東詰付近より北方向を望む）。画面左側に鴨川が並行する

川端通（かわばたどおり）は京都市の南北の通りのひとつで、鴨川・高野川の東岸を走る道路。都市計画上の路線名は、高野川東岸線(白川通合流点から今出川通)、鴨川東岸線(今出川通から十条通)という。

## 概要
北は左京区山端の宝ケ池駅付近で白川通との合流点から、南は東山区の塩小路通との交差点までとなっており、塩小路通からはそのまま師団街道に接続している。
2003年から鴨川東岸線として師団街道に沿って十条通・鴨川東ランプまで延伸の工事が進む。延伸先の十条通側から建設が始まり、2020年3月に東山区福稲岸ノ上町以南の第二工区が開通し、九条跨線橋の上で九条通と交差した。現在は既開通部分と川端通を結ぶ573mの区間（第3工区）について師団街道を拡幅する形で整備が行われている。
高野橋東詰（北大路通との交差点）以北は国道367号の一部であり、河合橋の東詰（旧今出川通）から南、塩小路橋東詰までは、京阪電気鉄道の鴨東線 - 京阪本線が地下を走っている。
三条京阪以南は、元は京阪本線の地上線の跡地であり、1987年に京阪本線の鴨川沿いの東福寺駅 - 三条駅が地下化されたことにより生じた土地と、並行する疏水(鴨川運河)の暗渠化でできた用地を使って塩小路通まで延長されている。
このことから、市内中心部で開通したのが比較的新しいことと、西側が川であることも手伝って、河原町通と祇園の間にあるにもかかわらず、沿道に商業施設の集積が進んでいない。
また道路が開通してから日が浅いことから、京都のほかの交差点のように「川端二条」・「川端三条」・「川端四条」・「川端五条」・「川端七条」などと呼ばれることは少なく、「二条大橋」・「三条大橋」・「四条大橋」・「五条大橋」・「七条大橋」と橋の名前で呼ばれる場合が多く、かつて京阪電車が地上を走っていたころからバス停留所の名前として使われている「三条京阪」や「四条京阪前」などという呼び名も使われている。

## 沿道の主な施設
- 京都バス高野営業所
- 洛北阪急スクエア
- 京都府下鴨警察署
- 叡山電鉄 - 宝ケ池駅、修学院駅、出町柳駅
- 京阪鴨東線 - 出町柳駅、神宮丸太町駅
- 京阪本線 - 三条駅、祇園四条駅、清水五条駅、七条駅
- 京都少年鑑別所 東一条通
- 京都精華学園中学校・高等学校 同上
- 近畿地方発明センター 同上
- 関西ドイツ文化センター 同上
- 京都大学アジアアフリカ地域研究センター 近衛通
- 京都大学付属病院 春日北通（正面は川端通と反対の東大路通側）
- 地下鉄東西線 - 三条京阪駅
- 高山彦九郎皇居望拝像（通称「土下座像」）- 三条京阪
- せせらぎの道
- 祇園 四条大橋東詰一帯
- 南座 四条大橋東詰
- 宮川町

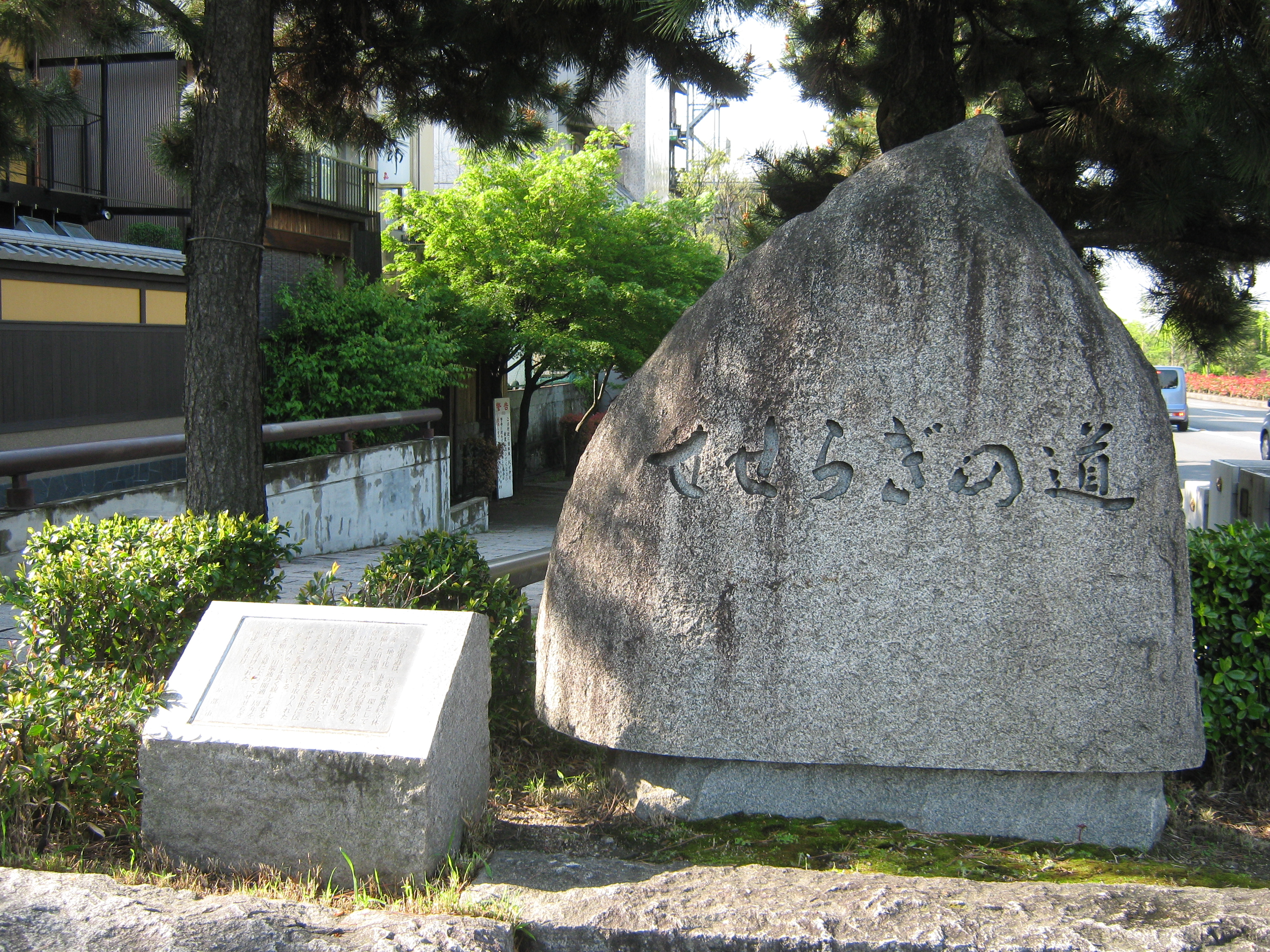
せせらぎの道 （三条下ル）
せせらぎの道 （三条下ル）